# 高野之夫
高野 之夫（たかの ゆきお、1937年〈昭和12年〉12月25日 - 2023年〈令和5年〉2月9日）は、日本の政治家。東京都豊島区長（6期）、豊島区議会議員（2期）、東京都議会議員（3期）、公益財団法人としま未来文化財団理事長などを歴任した。

## 略歴
東京市豊島区西池袋に生まれる。生家は古書店を営んでいた。
1945年4月13日、池袋を含む城北地域が空襲を受けたとき（城北大空襲）、茨城県常陸大宮市出身の父親は徴兵されて満州に行っており、姉は集団疎開で長野県にいた。高野は栃木県城山村（現：宇都宮市古賀志町）の親戚の家に疎開中だった。そこから、東京の空が真っ赤に燃えているのが見えたという。母と当時3歳くらいだった妹は東京に残っていたが、命からがら逃げた。父親は1947年に帰国するも、「命が助かったから、これからは社会に奉仕する」と言いボランティア中心の生活を送る。家業は母が切り回した。豊島区立池袋第五小学校（現：豊島区立池袋小学校）、立教中学校・立教高等学校卒業。
1956年、立教大学経済学部経済学科に入学。大学2年のときに父を亡くし、母親から家業を継いでくれと頼まれる。1960年3月、同大学卒業。古書店を経営。池袋の芳林堂書店のビルの最上階にあった「高野書店」がその一つで、多いときは三軒に店が増えた。30代後半のときに商店会の青年部に入り、自民党青年部にも入部した。
1983年4月、豊島区議会議員選挙に立候補し、初当選。1989年6月に区議を辞職し、同年7月2日に行われた東京都議会議員選挙に立候補し、初当選。
1999年3月、東京都議会議員を退任。同年4月の豊島区長選挙に無所属で立候補し、初当選。
2019年4月、豊島区長に6選。
2023年1月2日に新型コロナウイルスへの感染が判明し、その後は健康状態が悪化して登庁しておらず、同年2月8日、同年4月に行われる予定の次期区長選挙へ立候補しないことを、区議会宛への書面を通じて表明していたが、翌9日18時43分、肺炎のため豊島区南長崎の自宅で死去した。85歳没。死没日付をもって従四位に叙され、旭日中綬章を追贈された。死去に伴い、豊島区は地方自治法の規定に基づいて齊藤雅人副区長を区長職務代理者とすることを発表している。4月の区長選挙では高野が生前に後継指名していた前副区長の高際みゆきが当選した。

## 政策・主張
- 2019年4月1日、LGBTなど性的少数者のカップルが婚姻に相当する関係にあると認める「パートナーシップ宣誓制度」を開始した[16]。